# Xã Vineland, Quận Polk, Minnesota
Xã Vineland (tiếng Anh: Vineland Township) là một xã thuộc quận Polk, tiểu bang Minnesota, Hoa Kỳ. Năm 2010, dân số của xã này là 87 người.